# یک (ترانه یوتو)
«یک» (به انگلیسی: One) ترانه‌ای از گروه یوتو است که سال ۱۹۹۲ میلادی منتشر شد. این سومین ترانه از آلبوم آکتونگ بیبی است که به صورت تک‌آهنگ نیز منتشر شد و مورد تحسین اهالی موسیقی قرار گرفت. «یک» در فهرست‌های متعددی از بهترین ترانه‌های تاریخ موسیقی جای گرفته که از آن‌جمله می‌توان به جایگاه سی‌وششمِ فهرست «۵۰۰ ترانه برتر تمام اعصار رولینگ استون» اشاره کرد.